# Karoline Krüger
Karoline Krüger (Bergen, 13 de fevereiro de 1970) é uma cantora, compositora e pianista norueguesa. Ela está casada com outro cantor norueguês Sigvart Dagsland. Apareceu na televisão com apenas 11 anos num programa infantil chamado Halvsju.
Krüger atingiu contudo o seu estrelato a partir de 1988. Ela nesse ano foi a vencedora do Melodi Grand Prix com a canção  For vår jord (Para nossa Terra). Foi qualificada para representar a Noruega no Festival Eurovisão da Canção 1988 realizado nesse ano na cidade de Dublin (Irlanda), onde alcançou o 5º lugar. Ainda nesse mesmo ano gravou o seu primeiro CD (Fasetter).

## Discografia
- You Call It Love (single) (1988)
- Fasetter (1988)
- En gang i alles liv (1991)
- Fuglehjerte (1993)
- Den andre historien (1996)
- Sirkeldans (1999)
- De to stemmer (2004)